# 奧厄
奥厄（德語：Aue，發音：[ˈaʊ̯ə] ⓘ）是德国萨克森州厄尔士山县曾经的一个市镇，曾是奥厄-施瓦岑贝格县的县治，面积20.92平方千米，2017年12月31日人口为16,012人。2019年1月1日，奥厄与市镇巴特施莱马合并为市镇奥厄-巴特施莱马。